# Мантас Кукліс
Мантас Кукліс (лит. Mantas Kuklys, нар. 10 червня 1987, Шяуляй) — литовський футболіст, півзахисник.
Чотириразовий чемпіон Литви. П'ятиразовий володар Кубка Литви. Триразовий володар Суперкубка Литви.

## Клубна кар'єра
Народився 10 червня 1987 року в місті Шяуляй. Вихованець футбольної школи місцевого однойменного клубу. У дорослому футболі дебютував 2006 року виступами за основну команду «Шяуляя», в якій провів п'ять сезонів, взявши участь у 111 матчах чемпіонату. Більшість часу, проведеного у складі «Шяуляя», був основним гравцем команди.
Згодом протягом 21–2012 років грав у Бельгії за «Тюрнгаут», після чого повернувся на батьківщину, ставши гравцем «Жальгіріса», за який грав до 2017 року. Граючи за одного з лідерів литовського футболу, став чотириразовим чемпіоном Литви, п'ятиразовим володарем Кубка Литви і триразовим володарем Суперкубка Литви. Частину 2014 року провів у Чехії, де захищав на правах оренди кольори клубу «Богеміанс 1905».
До складу казахстанського «Жетису» приєднався 2018 року. Станом на 22 жовтня 2018 року відіграв за команду з Талдикоргана 30 матчів в національному чемпіонаті.

## Виступи за збірну
2012 року дебютував в офіційних матчах у складі національної збірної Литви.

## Титули і досягнення
- Чемпіон Литви (6):

«Жальгіріс»: 2013, 2014, 2015, 2016, 2020, 2021
- Володар Кубка Литви (6):

«Жальгіріс»: 2011-2012, 2012-2013, 2014-2015, 2015-2016, 2016, 2021
- Володар Суперкубка Литви (4):

«Жальгіріс»: 2013, 2016, 2017, 2020